# Totalitäre Demokratie
Totalitäre Demokratie ist die Bezeichnung eines Regierungssystems, in dem Bürger ihre Repräsentanten demokratisch wählen, aber wenig oder gar keine Beteiligung an den Entscheidungsprozessen der Regierung haben. Der Begriff wurde 1952 von Jacob Leib Talmon in dieser Form maßgeblich geprägt. Der Ausdruck als solcher wurde unabhängig von Talmon mit ähnlicher Bedeutung von Bertrand de Jouvenel und E. H. Carr und anschließend von F. William Engdahl und Sheldon S. Wolin verwendet.

## Ähnliche Begriffe
Bertrand de Jouvenel erklärte 1945, die „demokratische Fiktion“ verleihe Führern die „Autorität des Ganzen“. Leonard Schapiro stellte 1972 die Nähe des Totalitarismus auch zu demokratischeren Formen politischer Systeme dar. Giovanni Sartori kam 1987 in seinem Werk Demokratietheorie zu dem Schluss, der demokratische Staat sei „sogar besser als jedes andere Regime legitimiert, ein alles durchdringender, totaler Staat zu werden“, denn kein anderes könne „eine totale Ausweitung der politischen Macht so leicht rechtfertigen wie die Demokratie“. Der chinesische Theoretiker Mao Shoulong vertritt eine affirmative Theorie der totalitären Demokratie, die er als Gleichheitsorientierte Demokratie bezeichnet.

## Talmons Theorie
Jacob Leib Talmons erster Teil seiner Trilogie The Origins of Totalitarian Democracy (Die Ursprünge der totalitären Demokratie) aus dem Jahr 1952 stellt die gegensätzlichen Erscheinungsformen von liberaler und totalitärer Demokratie einander gegenüber. Der liberale Ansatz einerseits setze auf Versuch und Irrtum und Pragmatismus ohne Zwang. Anders hingegen die totalitäre Demokratie:

„Die Lehre der totalitären Demokratie basiert auf der Annahme einer alleinigen und ausschließlichen Wahrheit in der Politik.“

Die totalitäre Demokratie verortete Talmon bei der politischen Linken, denn die politische Rechte setze von vornherein auf die Notwendigkeit dauerhaften Zwangs, ihr Ausgangspunkt seien Gesellschaft, Staat, Nation oder Rasse; ihr Totalitarismus sei ein ganz anderer, insofern er die Existenz universeller menschlicher Werte bestreite. Hingegen sei es selbst bei einer totalitären Linken berechtigt, den Begriff der Demokratie zu benutzen, der Zwang werde nur genutzt, um „das Tempo des menschlichen Fortschritts zu Vollkommenheit und sozialer Harmonie zu beschleunigen“; ihre Basis sei der Mensch, seine Vernunft und Errettung.
Talmon unterschied drei Phasen der Entwicklung der totalitären Demokratie.
1. Die intellektuelle Entwicklung im Frankreich des 18. Jahrhunderts. Autoren sind Morelly, Helvetius, Mably, Rousseau.
2. Jakobinische Einparteiendiktatur basierend auf einer Doktrin der totalen Volkssouveränität: Sieyes, Saint-Just, Robespierre.
3. Babeufs Eigentumstheorie, die zum Kommunismus führte.

Auch der politische Neologismus „messianische Demokratie“ (auch politischer Messianismus) leitet sich von Talmons Einleitung zu diesem Werk ab:

„Von uns aus gesehen – von einem Bebachtungszeitpunkt in der Mitte dieses zwanzigsten Jahrhunderts – erscheint in der Tat die Geschichte der letzten hundertfünfzig Jahre als die systematische Vorbereitung auf den schroffen Zusammenprall zwischen empirischer und liberaler Demokratie einerseits und totalitärer messianischer Demokratie andererseits – und das ist die Weltkrise von heute.“

Talmon lehnte die Identitäre Demokratietheorie Jean-Jacques Rousseaus ab, der in seinem Werk über den Gesellschaftsvertrag dargelegt hatte, dass die Interessen des Individuums und des Staates identisch sein müssten und es in der Verantwortung des Staates liege, diesen „allgemeinen Willen“ durchzusetzen.
Das Konzept der totalitären Demokratie basiert laut Talmon auf einer Top-down-Sicht auf die Gesellschaft, die eine absolute und perfekte politische Wahrheit voraussetzt, zu der alle Menschen durch ihre Vernunft geführt werden können. Da es dem Einzelnen zu schwer sei, unabhängig zu dieser Wahrheit zu gelangen, sei es auch Pflicht und Verantwortung, seinen Landsleuten dabei zu helfen, die Wahrheit zu erkennen. Darüber hinaus haben in dieser Vorstellung alle öffentlichen oder privaten Aktivitäten, die dieses Ziel nicht fördern, keinen nützlichen Zweck, rauben Zeit, Geld und Energie von denen, die dies tun, und müssen beseitigt werden. Demnach werden wirtschaftliche und soziale Bestrebungen, die das Kollektiv stärken, als wertvoll angesehen, Bildung und Religion hingegen, die eher das Individuum stärken, gelten als kontraproduktiv. „Man kann nicht gleichzeitig Bürger und Christ sein“, sagt Talmon und verweist auf Rousseaus Aussage zu den Faktionen und Partikularinteressen, „dass die Loyalitäten aufeinanderprallen.“
Eine totalitäre Demokratie, sagt Talmon, akzeptiere „ausschließliche territoriale Souveränität“ als ihr Recht. Sie behält die volle Enteignungs- und Zwangsgewalt, d. h. das Recht, alles und jeden zu kontrollieren. Die Aufrechterhaltung einer solchen Macht erfordert in Ermangelung der vollen Unterstützung der Bürger die gewaltsame Unterdrückung aller abweichenden Elemente, es sei denn, die Regierung erlaubt oder organisiert sie absichtlich. Liberaldemokraten, die die politische Macht von unten nach oben wachsen sehen (vgl. „Graswurzel“), lehnen den Gedanken der politischen Willensbildung grundsätzlich ab, der totalitäre demokratische Staat hält ihn jedoch für einen fortwährenden Imperativ.
Ein totalitärer demokratischen Staat maximiere seine Kontrolle über das Leben seiner Bürger, indem er die doppelte Begründung des allgemeinen Willens (d. h. des „öffentlichen Wohls“) und der Herrschaft der Mehrheit anwendet. Unter Umständen seien es tatsächlich die politischen, wirtschaftlichen und militärischen Eliten, die den allgemeinen Willen nach ihren eigenen Interessen interpretieren. Aber auch hier ist es der Imperativ, das übergeordnete Ziel, das die Vision des Prozesses prägt. Vom Bürger wird erwartet, dass er nach besten Kräften dazu beiträgt.
Auch totalitäre Staaten können sich dem Zustand der Demokratie oder zumindest des Mehrheitsprinzip nähern. Bürger eines totalitären demokratischen Staates können, auch wenn sie sich ihrer wahren Machtlosigkeit bewusst sind, ihre Regierung unterstützen. Als Deutschland den Zweiten Weltkrieg begann, hatte die Nazi-Regierung die Unterstützung der Mehrheit der Deutschen und erst viel später, nachdem Deutschlands Verluste zu steigen begannen, begann die Unterstützung für Hitler zu schwinden. Joseph Stalin wurde praktisch von Hunderten Millionen Sowjetbürgern verehrt, von denen viele bis heute ihre Meinung nicht geändert haben.
Ein grundlegendes Konzept sowohl der „liberalen“ als auch der „totalitären“ Demokratie ist das der Freiheit. Laut Talmon sieht die totalitäre Demokratie die Freiheit als etwas, das nur langfristig und nur durch kollektive Anstrengung erreicht wird; das politische Ziel der ultimativen Ordnung und ultimativen Harmonie bringt ultimative Freiheit. Indem er sich um jeden Aspekt des Lebens seiner Bürger kümmert, hat der totalitäre demokratische Staat die Macht, sicherzustellen, dass alle materiellen Bedürfnisse von der Wiege bis zur Bahre befriedigt werden, und alles, was vom Bürger verlangt wird, ist, seine Rolle zu erfüllen, was auch immer sie sein mag, nach besten Kräften. Die liberale Demokratie hingegen postuliert Freiheit als etwas, das der Einzelne auch auf Kosten materieller Wohlfahrt kurzfristig erreichen kann und soll, und sieht als Element dieser Freiheit eine „Freiheit von der Regierung“, wobei der Einzelne in der Lage ist, „Freiheit“ auszuüben zu seinen eigenen Bedingungen, soweit sie nicht gegen das Gesetz verstoßen. Befürworter beider Arten von Demokratie argumentieren, dass ihr jeweiliger Ansatz der beste für die Bürger ihrer jeweiligen Länder ist.
Der Begriff wurde auch auf Südafrika unter der Herrschaft des African National Congress angewendet. 
Bald nach Erscheinen von Talmons Werk brachte der Vietnamkrieg aktive Feindschaft zwischen Teilen der US-Regierung und politischen Fraktionen innerhalb des amerikanischen Volkes. Dieser Konflikt innerhalb der US-Gesellschaft eskalierte während der Proteste und Unruhen auf der Democratic National Convention von 1968.

## Mao Shoulong
Mao Shoulong, Professor für Public Policy an der Renmin University of China, vertritt in seinem Aufsatz Advances in Chinese Social Sciences (2001) die Vorstellung von der „gleichheitsorientierten Demokratie“. Diese will die Rechte und Freiheiten der Menschen vor der Einschränkung durch Tradition und soziale Arrangements schützen. Shoulong lehnt die negative Bewertung des Begriffs „totalitär“ ab, mit dem Giovanni Gentile die von Benito Mussolini geführte italienische faschistische Regierung bezeichnete. Er meint, die Befürworter der liberalen Demokratie (oder „westlichen“ Demokratie) hätten eine negative Einstellung gegenüber dem Wort und glaubten, dass Gewalt kein geeigneter Weg sei, um ein Ziel zu erreichen, unabhängig vom Wert dieses Ziels. Er nennt dieses politische Konzept „freiheitsorientierte Demokratie“.
Mao Shoulong behauptet, dass „eine gleichheitsorientierte Demokratie den Wert der Freiheit anerkennt, aber feststellt, dass [sie] nicht durch individuelle Anstrengungen erreicht werden kann“, sondern durch kollektive Anstrengungen. Er argumentiert, dass, während die gleichheitsorientierte Demokratie den Wert der Gleichheit gegenüber den individuellen Freiheiten betont, das Gegenteil für die freiheitsorientierte Demokratie gilt und der Staat in jedem Fall entweder durch Einschränkung der individuellen Freiheit die Gleichheit sicherstellen oder durch Verzicht auf Gleichheit die individuelle Freiheit sicherstellen wird. Einige Kritiker dieser Ansicht mögen argumentieren, dass Gleichheit und individuelle Freiheiten untrennbar sind und dass das eine ohne das andere nicht existieren (oder aufrechterhalten werden) kann. Andere Kritiker argumentieren, dass Gleichheit nur durch kontinuierlichen Zwang sichergestellt werden kann, während die Gewährleistung der individuellen Freiheit nur Gewalt gegen zwangswirkende Einzelpersonen und externe Staaten erfordert.
Shoulong ist auch der Meinung, dass ein Gesetz nicht gültig ist, wenn es nicht die Zustimmung der Öffentlichkeit hat. Gesetze, die vom Staat verabschiedet werden, bedürfen nicht der Zustimmung des Bürgers auf Einzelfallbasis, und es kann leicht argumentiert werden, dass einige Gesetze, die derzeit in einigen Ländern gelten, die vorgeben, liberale Demokratien zu sein, nicht die Zustimmung der Mehrheit der Bürger finden. Zum einen argumentierte Rousseau in „Der Gesellschaftsvertrag“, dass in der stereotypen liberalen Demokratie Individuen einmal pro Wahlperiode oder alle zwei bis vier Jahre politisch „frei“ sind, wenn sie für ihre Repräsentanten wählen, bei der Parlamentswahl oder am Wahltag. Rousseau übersieht jedoch, dass der Staat innerhalb der liberalen Demokratien keine totale Institution ist, und dass die Freiheit der Bürger zwischen den Wahlen die Freiheit der Bürger ist, ihr Leben im Streben nach ihrem eigenen Glück zu leben, vorbehaltlich der Gesetze ihrer gewählten Vertreter, die ihrerseits dem Druck der Bevölkerung unterliegen, wie öffentlichem Protest, Petition, Rückruf, Referendum, Initiative, und letztendlich der Wahlniederlage, wenn sie die Ansichten derer, die sie vertreten, nicht beachten. Dies steht im Gegensatz zu einer totalitären Demokratie mit dem Staat als einer totalen Institution, wo der Einzelne nicht wirklich frei ist ohne ständige Beteiligung an seiner „demokratischen“ Regierung; und daher muss das Individuum in der totalitären Demokratie „zur Freiheit gezwungen“ werden, wenn die totalitäre Demokratie nicht zu einer totalitären Oligarchie werden soll.

## F. William Engdahl
Engdahl und Wolin fügen der Analyse des Totalitarismus einige neue Dimensionen hinzu. In Full Spectrum Dominance: Totalitarian Democracy and the New World Order konzentriert sich Engdahl auf das amerikanische Streben nach globaler Hegemonie mit militärischen und wirtschaftlichen Mitteln. Seiner Meinung nach haben US-Staatsziele zu totalitarismusähnlichen inneren Verhältnissen geführt: „[es] ist ein Machtapparat, der im Laufe des Kalten Krieges außer Kontrolle geraten ist und nun nicht nur die grundlegenden Institutionen der Demokratie, sondern sogar das Lebens auf dem Planeten bedroht, durch das wachsende Risiko eines Atomkriegs durch Fehleinschätzung“.

## Sheldon S. Wolin
Auch Wolin analysiert die im Kalten Krieg entstandene Symbiose von Wirtschaft und öffentlichen Interessen zur Tendenz des von ihm so genannten „umgekehrten Totalitarismus“:
Während er die Autorität und die Ressourcen des Staates ausbeutet, gewinnt [umgekehrter Totalitarismus] seine Dynamik, indem er sich mit anderen Formen der Macht verbindet, wie etwa evangelikalen Religionen, und vor allem durch die Förderung einer symbiotischen Beziehung zwischen traditioneller Regierung und dem repräsentierten System der „privaten“ Regierung von der modernen Handelskorporation. Das Ergebnis ist kein System der Mitbestimmung gleichberechtigter Partner, die ihre jeweiligen Identitäten behalten, sondern ein System, das für die volle politische Blüte der Macht der Konzerne steht.
An anderer Stelle nennt Wolin im Artikel „Umgekehrter Totalitarismus“ Phänomene wie die mangelnde Beteiligung der Bürger an einem engen politischen Rahmen (aufgrund des Einflusses des Geldes), die Privatisierung der sozialen Sicherheit und die massive Erhöhung der Militärausgaben und Ausgaben für Überwachung als Beispiele für die Abkehr von der öffentlichen und hin zu einer privat kontrollierten Regierung. Konzerneinfluss gibt es dabei explizit durch die Medien und implizit durch die Privatisierung der Universität. Darüber hinaus haben viele politische Denkfabriken diesen Prozess durch die Verbreitung konservativer Ideologien begünstigt. Wolin stellt fest: „[Wenn] alle Elemente vorhanden sind … steht also nichts weniger auf dem Spiel als die versuchte Umwandlung einer halbwegs freien Gesellschaft in eine Variante der extremen Regime des vergangenen Jahrhunderts.“

## Slavoj Žižek
Slavoj Žižek kommt in seinem Buch Willkommen in der Wüste des Realen zu ähnlichen Schlussfolgerungen. Der Krieg gegen den Terror habe als Rechtfertigung für die Aufhebung der bürgerlichen Freiheiten in den USA gedient, während das Versprechen von Demokratie und Freiheit im Ausland als Rechtfertigung für die Invasion im Irak und in Afghanistan verbreitet wurde. Da die westlichen Demokratien stets Ausnahmezustände rechtfertigen, versagen sie als Orte politischer Handlungsfähigkeit.